# わが生涯のかがやける日
『わが生涯のかがやける日』（わがしょうがいのかがやけるひ）は、1948年（昭和23年）9月26日公開の日本映画である。松竹製作・配給。監督は吉村公三郎、脚本は新藤兼人。モノクロ、スタンダード、101分。
『安城家の舞踏会』『誘惑』に続いて吉村と新藤がコンビを組んだ作品。戦中から戦後の権力者の告発がテーマの作品だが、脚本段階でGHQから、完成後は検察庁からの検閲で大幅にカットされた。群衆場面には民衆芸術劇場の研究生であった垂水悟郎、大滝秀治、内藤武敏、奈良岡朋子らも出演していた。第22回キネマ旬報ベスト・テン第5位。

## あらすじ
1945年8月14日（火曜日）、青年将校の沼崎敬太はポツダム宣言を受諾した大臣・戸田光政を暗殺し、その娘節子の短剣によって腕に傷を受けた。3年後の1948年、沼崎は暗黒街のボス・佐川の手先として働いていた。そこへキャバレーのダンサーにまで落ちぶれていた節子が、佐川の経営するキャバレーに新入りとして入った。節子は沼崎と恋に落ちるが、やがて沼崎が父を殺した犯人だと知ってしまう。

## スタッフ
- 監督：吉村公三郎
- 脚本：新藤兼人
- 製作：小倉武志
- 撮影：生方敏夫
- 音楽：木下忠司、吉沢博
- 美術：浜田辰雄
- 録音：大村三郎
- 振付：花柳啓之

## キャスト
- 戸田節子：山口淑子
- 戸田光政：井上正夫
- 沼崎敬太：森雅之（民衆芸術劇場）
- 佐川浩介：滝沢修（民衆芸術劇場）
- 平林達造：清水将夫（民衆芸術劇場）
- 高倉好雄：宇野重吉（民衆芸術劇場）
- 森山泰次郎：加藤嘉（民衆芸術劇場）
- 村田知栄子
- 清水一郎
- 殿山泰司
- 三井弘次
- バーのマダム：逢初夢子
- 山内光
- 長尾寛
- 国兼久子
- 白鳥啓子

## 受賞歴
- 第22回キネマ旬報ベスト・テン 第5位
- 第3回毎日映画コンクール 録音賞、美術賞、助演賞（宇野重吉）